# Ostheldera gracilis
Ostheldera gracilis là một loài bướm đêm trong họ Noctuidae.